# Gypsochroa
Gypsochroa là một chi bướm đêm thuộc họ Geometridae.